# Rejectaria flavipunctulata
Rejectaria flavipunctulata är en fjärilsart som beskrevs av Paul Dognin 1914. Rejectaria flavipunctulata ingår i släktet Rejectaria och familjen nattflyn. Inga underarter finns listade.